# 宇宙海賊サラ
『宇宙海賊サラ』（うちゅうかいぞくサラ）は、2007年8月24日にダウンロード版、同年8月31日にパッケージ版がブラックリリスより発売された18禁パソコンゲーム、およびそれを原作とした18禁OVA作品である。

## あらすじ
帝国騎士サラは、金髪碧眼の美貌をもつだけでなく、高い実力をもって傭兵団を率いる海賊騎士だった。彼女はブランケンハイム公の依頼を受け、白銀の女騎士シリアを捕らえる仕事を請け負うこととなる。ブランケンハイム公は、ウェールズの地を手に入れるために、敵対するシリアを排除する必要があったのだ。激闘のすえシリアを罠にかけて倒すことに成功したサラは、彼女の身柄をブランケンハイム公に引き渡した。その際にブランケンハイム公はサラに自分に仕えるように迫るが、サラは笑ってこれを拒絶し、ブランケンハイム公を侮辱して去る。
立腹したブランケンハイム公は、腹いせに牢内のシリアのもとへ部下の男たちを向かわせた。自分を殺すように言うシリアだが、衣服をはがれ電気マッサージ器で乳房を嬲られ、陰部を弄ばれてしまう。男たちを罵るシリアの声はしだいに弱々しくなり、全裸で拘束された彼女は慈悲を乞うようになるが、ついに処女を奪われて膣内射精を受けるに至る。ブランケンハイム公自身に首輪をつけられ家畜同然の境遇に陥った彼女の心は絶望に染まっていた。
一方、サラは家族の仇であり家宝である「バーンスタインの宝剣」を奪ったギーレン男爵の居城へと乗り込む。衛兵を倒し快進撃を続けるサラはついに復讐を成就させることができると確信したが、ギーレン男爵のカリンとセシルが現れると状況は一変。彼女たちになすすべもなく敗れた結果、サラは部下たちとともに捕虜となってしまう。
双子の姉妹であるカリンとセシルは幼い少女のような容姿でありながら残虐な性格であった。二人はロープに吊るして拘束したサラのシャツをはだけさせ、その豊かな乳房を弄んだ。屈辱を感じるサラだったが、それは彼女に対する凌辱のはじまりに過ぎなかった。
サラは拘束されたまま、ともに捕まった部下の男たちと引き合わされる。再会を喜ぶサラだが、部下たちの様子がおかしいことに気づく。彼女が口を開きかけたそのとき、男たちはサラを引きずり倒した。衣服をはがれたサラの悲鳴を無視し、男たちはサラの身体を弄び始める。彼らは一人につき3回ずつサラの膣内に射精するようにギーレン姉妹に命令されていた。妊娠を恐れて許しを乞うサラだが、ついに一人の男が彼女に射精し、他の男達もつぎつぎに彼女を犯した。フェラチオやアナル・セックスも強要され、6人もの粗野な男によって輪姦され続けた結果、精液まみれとなりぐったりとしたサラの目の前に一人の男が現れる。それは全裸のシリアを引き連れたブランケンハイム公爵だった。

## 登場人物
男性キャラクターはゲームでは声が設定されていないため、OVA版のみとなる。
サラ・スコーピオン
声 - 紘川琴音
主人公である金髪碧眼の美女。
帝国騎士でありながら、海賊稼業も行う傭兵団スコーピオン兵団を率いているため、海賊騎士サラの異名で知られている。
本名はサラ・バーンスタインで、銀河帝国で最も古い家柄の貴族の娘だった。ギーレン姉妹の捕虜となった後は、貴族たちの見世物として輪姦され続ける日々を送ることになる。
シリア・フォン・ベルンシュタイン
声 - 逢川奈々、伊坂なな（OVA）
ウェールズ諸侯同盟の騎士で、白銀のシリアの異名を持つ。ウェールズを狙うブランケンハイム公と戦う、誇り高い騎士。サラの手によって捕えられたのち、男たちの慰み者となって処女を失ってしまう。
カリン・フォン・ギーレン
声 - 安堂りゅう、五行なずな（OVA）
セシル・フォン・ギーレン
声 - 安堂りゅう、杏花（OVA）
リゾート惑星「カリブ」を支配する双子の姉妹。10年前にサラの領地を襲撃し、家族を殺して家宝である「バーンスタインの宝剣」を奪っていった。サラにとっては憎むべき仇である。幼い少女のような容姿をしており、10年経っても変化していない。サラとシリアを捕らえて二人を陵辱し、調教を施す。
姉のカリンはギーレン家の当主で、大振りの剣を武器とする。妹のセシルが使う剣は一般的なサイズだが、これに加えて武器が搭載されたクマのぬいぐるみを常に抱えている。
力を取り戻したサラに敗北した後、いままで自分が手下として使っていた男たちや触手に襲われる。カリンは妹のセシルを必死に守ろうとしたが失敗し、二人とも激しく犯されたあげく、殺害された。
OVA版では深手を負いながらも一命を取り留めた。その後は密かにサラとシリアの虜囚にされ、傷が癒えてからは二人の情婦として立場の逆転した日々を過ごしている。
ハンス・ビューロー
声 - 茶介（OVA）
サラと同じく帝国騎士で、スコーピオン兵団の副リーダー。サラの忠実な部下で、剣の師でもある。
ブランケンハイム公ヨハイム
声 - 宮脇政道（OVA）
帝室の血を引くとされる名門貴族ブランケンハイム家当主である老人。暗殺された皇帝の後釜を狙うべく、ウェールズを狙うがシリアの返り討ちに遭い、サラにシリアを捕えるよう依頼した。その後、腹いせにシリアを家畜同様に扱って犯した。

## 用語
帝国騎士
銀河帝国の皇帝を護るとされる騎士。希少金属・ミスリルを身体に移植されるため、光子障壁＜フォトン・シールド＞というバリアを展開する能力を持っている。
光剣＜フォトン・ソード＞
ミスリル製の剣。光子障壁の技術を応用しており、光子障壁を破ることが可能である。
バーンスタインの宝剣
バーンスタイン家に伝わる宝剣で、手にした者は銀河帝国の皇帝になれるほどの強大な力を持つという。バーンスタイン家の者しか使うことはできず、その末裔であるサラのみがその力を行使できる。

## スタッフ
- 監督・企画 - 笹@
- 原作 - 松本竜、笹@
- 原画 - 瀬浦沙悟
- シナリオ - 松本竜、そのだまさき、栗栖
- メカニックデザイン - Kuratch!
- グラフィック - チームやしガニ
- 音楽 - 溝口哲也
- 演出 - EDEN

## 18禁OVA
PIXYよりDVD及びダウンロード版で発売された。DVDは全4巻。
- 宇宙海賊サラ vol.01 ギーレンの双子
- 宇宙海賊サラ vol.02 虜囚の被虐騎士
- 宇宙海賊サラ vol.03 狂宴のふたなり騎士
- 宇宙海賊サラ vol.04 逆転の海賊騎士

## 主題歌
「?Rise for Pleasure」（OVA ED）
作詞? - Miyashi（hime+）/ 作曲・編曲 - ??Meeon（hime+） / 歌 - 黒蝶